# Dimetil-fumarát
A dimetil-fumarát a fumársav metilésztere.

## Reakciói
A dimetil-fumarát egy észter és α,β telítetlen elektrofil vegyület, amely mutatja e vegyületcsoportok jellemző reakcióit. Ezeken kívül a hagyományos Diels-Alder reakcióban diénakceptor is lehet, amelyben a vinilidén kötés reakciókészségét a két elektronszívó észtercsoport fokozza. A kiindulási észter szerkezete miatt a Diels-Alder termék transz konfigurációjú lesz.

## Felhasználása
A dimetil-fumarátot a pikkelysömör (pszoriázis) kezelésére használják. Lipofil, az emberi szövetekben nagyfokú mobilitással rendelkező molekula. Azonban, mint α,β-telítetlen észter a dimetil-fumarát – Michael-addícióval – gyorsan reagál a glutation méregtelenítő anyaggal. Szájon át beadva nincs akkora élettartama, hogy felszívódhasson a vérbe.
A dimetil-fumarátot ezen kívül penészgátlóként alkalmazzák, többnyire bőrből készült termékek esetében.
Specifikus rákterápia részeként történő felhasználás céljából egérmodelleken is végeztek kísérleteket.

## Kockázatok
A dimetil-fumarát már nagyon kis koncentrációban is allergiás érzékenyítő hatásúnak bizonyult, kiterjedt, nehezen kezelhető ekcémát okoz. Már 1 ppm koncentrációban is allergiás reakciót válthat ki. Mindössze egy tucatnyi ilyen erős érzékenyítőszer ismert.
A nagyfokú érzékenyítő hatásra a „mérgezett szék” eset hívta fel a közfigyelmet, amikor is egy kínai cég olyan kétszemélyes kanapét gyártott, amelynek belsejében dimetil-fumarátot tartalmazó tasakok voltak, hogy megakadályozzák a tárolás vagy szállítás közbeni penészedést. Hatvan embernél tapasztaltak súlyos kiütéseket Finnországban, ahol 2006-2007 óta árultak ilyen székeket.
Fogyasztási cikkek előállításához az Európai Unióban 1998 óta tilos dimetil-fumarátot használni, és 2009. január óta a dimetil-fumarát tartalmú készítmények importálása is tiltott.
Az Európai Bizottság 2009/251/EK határozata kifejezetten megtiltja a DMF-tartalmú termékek bármilyen forgalmazását az Európai Unióban. A DMF használatát betiltó határozat a termékekben 0,1 ppm maximális DMF-koncentrációt enged meg. 2009. május 1-jével a 0,1 ppm feletti DMF-tartalmú termékeket ki kell vonni a piacról és vissza kell hívni a fogyasztóktól. A határozatot eredetileg egy évig kellett alkalmazni, ám azt a 2010/153/EU bizottsági határozat újabb egy évvel meghosszabbította, így jelenleg 2011. március 15-ig érvényes.

## Fordítás
- Ez a szócikk részben vagy egészben a Dimethyl fumarate című angol Wikipédia-szócikk ezen változatának fordításán alapul.  Az eredeti cikk szerkesztőit annak laptörténete sorolja fel. Ez a jelzés csupán a megfogalmazás eredetét és a szerzői jogokat jelzi, nem szolgál a cikkben szereplő információk forrásmegjelöléseként.